# ミライヤー
『ミライヤー』は、テレビ大阪で2020年10月17日から2021年9月18日まで放送されたバラエティ番組。大阪ガスの一社提供番組として放送された。
放送開始から2021年3月20日までは毎週土曜日11:00 - 11:30（JST）であったが、同年4月3日より30分繰り下げの毎週土曜日11:30 - 12:00（JST）に変更された。

## 概要
未来を学んで創造する「教育」「エンターテインメント」をテーマとしたエデュテインメント番組。毎週テーマに沿った先生がスタジオに出演し、分野の未来について教えてもらうといった内容である。なお、番組名である「未来」と「プレイヤー」を合わせた造語であり、それを直訳する未来の人物およびそれを開拓する人物、といった意味を込めたものである。
放送開始時点で関西ジャニーズJr.の現役高校生グループであるLil かんさいの初単独レギュラー番組でもある。
イメージキャラクターとして「イメェ〜ジさん」が使用されている。

## 出演者
- Lil かんさい（嶋﨑斗亜、西村拓哉、大西風雅、岡﨑彪太郎、當間琉巧）
- 関西ジャニーズJr.

## スタッフ
- ナレーター：坂本七菜（テレビ大阪アナウンサー）
- 構成：やまだともカズ、勝浦慎吾、山下貴、神庭誠
- リサーチ：三上千晴
- TD：斉藤智文、藤井昌也
- SW：石島憲一（CAMの回あり）
- CAM：奥野卓哉（SWの回あり）、千葉健一、友久恭子、竹田良平、勝部晋太朗、佐藤和実、高平和可奈 、溝脇徹、森元俊博、森口雅人、竹本幸弘、山崎可夏子、市川喬章
- CA：法用拓磨、松下恵信
- VTR：空岡薫
- VE：角田昌弘、山賀美穂
- MIX：越中丈司
- AUD：知花真菜美（MIXの回あり）、松阪大樹、片桐みなみ、石川なつき
- 照明：岩田彩浦里、朴昌根、田中綾華、本村殻、河角徳明、奥野大樹
- 美術：三宅愛友
- 編集：渡辺裕也、柳原正子、和久田智世、中野佑未
- SE：片岡幸司、増田恭土
- MA：右見嘉英
- 制作協力：メディアプルポ、えむき、映像倶楽部、BUDDY、クラッチ.、ガーデンガーデン
- 協力：ジャニーズ事務所、テーク・ワン、チョコフィルム、SOUND-K、グリーン・アート、ニジボックス、なかおか商店
- キャラクター/ロゴ：瀧上愛子
- 衣装：米山裕也
- スタイリスト：ミズグチクミコ
- 編成：馬場春菜
- 宣伝：坂本琢
- デスク：堀内菜摘
- フロアディレクター：對馬久織（映像倶楽部、ディレクターの回あり）、林知宏
- アシスタントプロデューサー：杉田凱
- ディレクター：吉川優作・東啓慈（メディアプルポ）、山本真広・三里隆之（えむき）、吉兼和成・松本剛樹（BUDDY）、宮前麗香、押切星也（クラッチ.）、川崎雅貴
- 総合演出：藤原慎平（メディアプルポ）
- 企画：座間ちおり（博報堂DYメディアパートナーズ）
- 企画協力：小原裕貴・大澤里奈（博報堂DYメディアパートナーズ）
- プロデューサー：茂野悠介
- 製作著作：テレビ大阪